# Крндија (Пунитовци)
Крндија (хрв. Krndija) је насељено место у општини Пунитовци, Осјечко-барањска жупанија, Хрватска.

## Историја
До територијалне реорганизације у Хрватској била је у саставу старе општине Ђаково.

## Становништво
У попису становништва из 2011. године, Крндија је имала 64 становника.
| Број становника према пописима | Број становника према пописима | Број становника према пописима | Број становника према пописима | Број становника према пописима | Број становника према пописима | Број становника према пописима | Број становника према пописима | Број становника према пописима | Број становника према пописима | Број становника према пописима | Број становника према пописима | Број становника према пописима | Број становника према пописима | Број становника према пописима | Број становника према пописима |
| ------------------------------ | ------------------------------ | ------------------------------ | ------------------------------ | ------------------------------ | ------------------------------ | ------------------------------ | ------------------------------ | ------------------------------ | ------------------------------ | ------------------------------ | ------------------------------ | ------------------------------ | ------------------------------ | ------------------------------ | ------------------------------ |
| 1857                           | 1869                           | 1880                           | 1890                           | 1900                           | 1910                           | 1921                           | 1931                           | 1948                           | 1953                           | 1961                           | 1971                           | 1981                           | 1991                           | 2001                           | 2011                           |
| 0                              | 0                              | 0                              | 1.059                          | 916                            | 1.016                          | 1.151                          | 1.399                          | 420                            | 707                            | 365                            | 291                            | 169                            | 112                            | 96                             | 64                             |

Напомена: Исказује се као насеље од 1890.

### Попис1991.
У попису становништва из 1991. године, Крндија је имала 112 становника, следећег националног састава:
| Попис 1991.‍ | Попис 1991.‍ | Попис 1991.‍ | Попис 1991.‍ | Попис 1991.‍ |
| ----------- | ----------- | ----------- | ----------- | ----------- |
|             |             |             |             |             |
| Хрвати      | Хрвати      |             | 91          | 81,25%      |
| Срби        | Срби        |             | 17          | 15,17%      |
| Југословени | Југословени |             | 4           | 3,57%       |
| укупно: 112 |             |             |             |             |